# Enrique Paris
Pour les articles homonymes, voir Paris (homonymie).
Oscar Enrique Paris Mancilla, né à Puerto Montt le 3 septembre 1948, est un médecin et homme politique chilien. 
De 2020 à 2022, il est ministre de la Santé dans le gouvernement de Sebastián Piñera.

## Biographie

### Formation
Diplômé en chirurgie de l'Université pontificale catholique du Chili (PUC), il exerce à Achao (Chiloé) entre 1975 et 1979 et devient directeur de l'hôpital de la petite ville. Il obtient ensuite une bourse de résidence en pédiatrie à l'hôpital Luis Calvo Mackenna (Providencia), puis une bourse en soins intensifs pédiatriques à l'Université catholique de Louvain. Il se spécialise em toxicologie à l'Université de Georgetown, puis en soins intensifs post-opératoires cardiaques, à l'hôpital de l'Université du Michigan.

### Carrière médicale et universitaire
Fondateur et directeur du Centre d'information toxicologique et des médicaments de l'École de médecine de la PUC (1992-2017), il dirige l'Unité de soins intensifs de l'hôpital Sótero del Río de Puente Alto. 
Président national du Collège médical du Chili de 2011 à 2017, il est ensuite nommé doyen de la Faculté des sciences de l'Université Mayor (2018-2019).

### Carrière politique
Après avoir été conseiller auprès de Michelle Bachelet (2000-2002) puis d'Álvaro Erazo (2008-2010) au ministère de la Santé, il se joint à l'équipe de Sebastián Piñera lorsque celui-ci mène campagne pour la présidentielle de 2017.
Le 13 juin 2020, alors que le Chili est durement touché par la pandémie de covid-19, il est nommé ministre de la Santé en remplacement de Jaime Mañalich,.